# Lorena (Francia)
Lorena (en francés: Lorraine, en fráncico lorenés y renano: Lothringe(n), en loreno romance: Louréne) es una región cultural y una antigua región administrativa de Francia situada en el noreste del país, que reagrupaba cuatro departamentos: Mosa, Meurthe y Mosela, Mosela, y Vosgos. Limitaba al este con Alsacia, al oeste con Champaña-Ardenas, al sur, con el Franco Condado y al norte con Bélgica, Luxemburgo y Alemania. La capital histórica del ducado era  Nancy (departamento de Meurthe y Mosela), pero capital administrativa fue Metz (departamento de Mosela).
El día 1 de enero de 2016, según lo establecido en la ley n.º 2015-29, Lorena se fusionó con las regiones de Alsacia y Champaña-Ardenas para formar la nueva región de Gran Este.
Sus habitantes, denominados loreneses, constituían una población de alrededor de 2 310 000 habitantes. La superficie era de 23 547 km², y su punto más alto era el Hohneck, con 1364 m, en los Vosgos.
El nombre de la región procede del rey Lotario II, fundador de Lotaringia, que históricamente se conformó como ducado independiente, entre las esferas de influencia de Francia y el Sacro Imperio Romano Germánico, desde 1048 hasta 1766. Durante el Segundo Reich (1871-1918), tras la victoria de los Estados alemanes liderados por Prusia en la guerra franco-prusiana, una parte de Lorena fue anexionada, junto con Alsacia, a Alemania, conformando el Territorio Imperial de Alsacia y Lorena. Tras su reintegración en Francia después de la Primera Guerra Mundial, los territorios anteriormente imperiales quedaron agrupados en el nuevo departamento de Mosela. En 1940, los territorios moselanos volvieron a ser anexionados, esta vez al Tercer Reich, hasta que en 1944, convertida en frente de guerra, los ejércitos aliados recuperaron Lorena. Desde entonces, el proceso de reconstrucción y el desarrollo de la Unión Europea han permitido a la región su progreso en estrecha relación con sus vecinos de la región de Renania-Palatinado.

## Geografía
Lorena era la única región de Francia que compartía fronteras con tres países: Bélgica, Luxemburgo y Alemania (Estados federados del Sarre y de Renania-Palatinado); igualmente compartía fronteras con las regiones francesas de Alsacia, Champaña-Ardenas y Franco-Condado.
Estaba situada en el centro de la denominada «Banana Azul», que cruza Europa desde Lancashire (Inglaterra) hasta la Toscana (Italia), atravesando el pasillo renano.

## Historia

### Orígenes

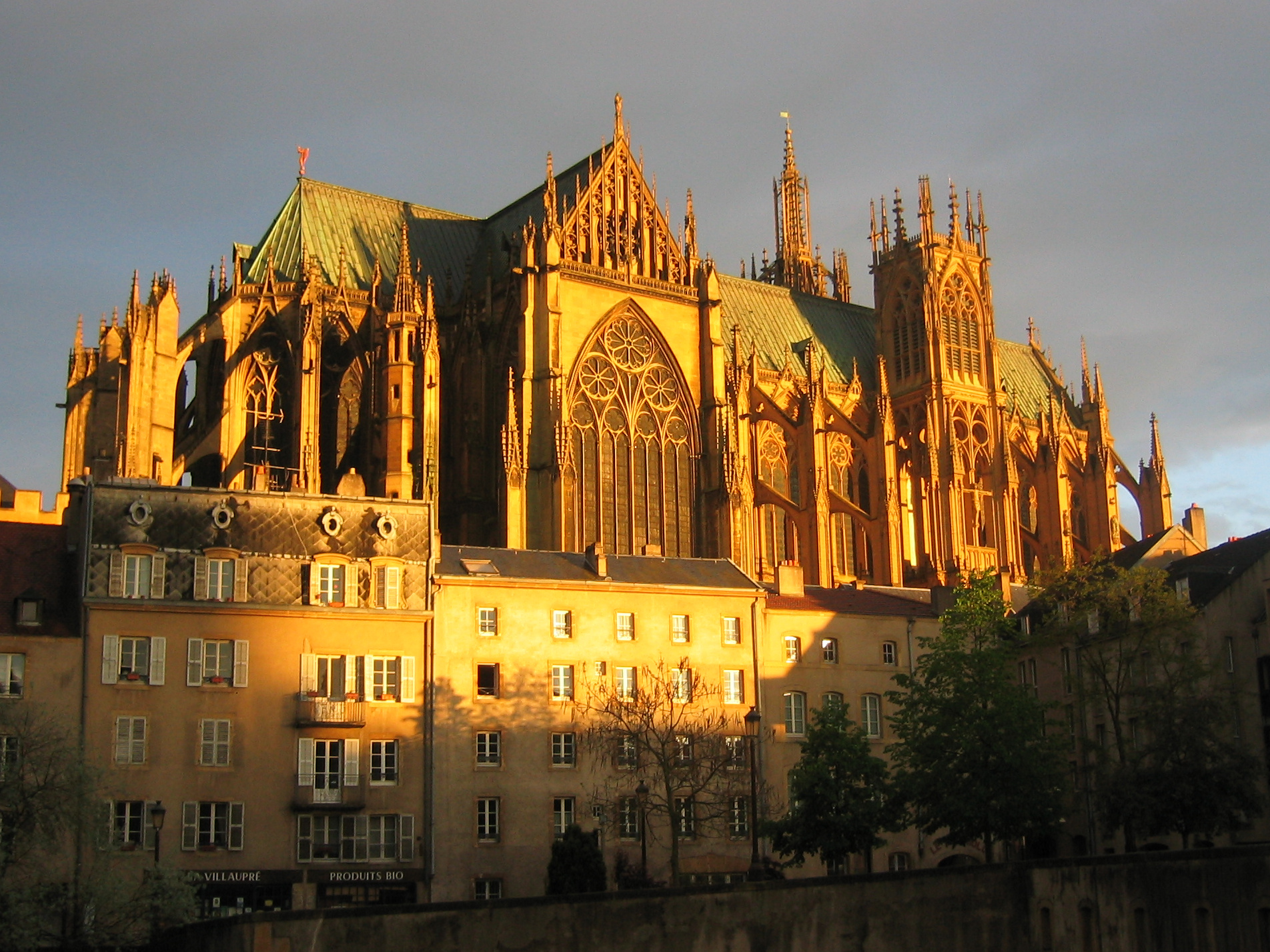
Catedral de Saint-Etienne en Metz, capital de la Lorena.

En el siglo V a. C., Lorena, como gran parte de Europa, estaba cubierta por grandes bosques y pantanos. Cuatro pueblos ocupaban el territorio: por un lado, los tréviros en el norte, alrededor de Treverorum (Tréveris); los mediomátricos en la Baja Mosela, cuyo asentamiento estaba situado en las alturas de la actual Metz; los leucos en la Alta-Mosela, cerca de la ciudad de Toul, y los verdunenses en la región del Mosa, actual ciudad de Verdún. Estas poblaciones vivían esencialmente de la agricultura, la cría de animales, la minería y la artesanía, y se encontraban en constante lucha territorial con sus vecinos germánicos de la otra orilla del Rin.

### Época romana
Entre los años 52 y 50 a. C. se produce la conquista romana de la Galia por Julio César. En aquel entonces Lorena formaba parte de la provincia que César denominó Gallia Belgica, siendo reputados sus pobladores por su valor y fiereza en los combates durante la conquista romana. No obstante, una vez consolidada la Pax Romana la región se convierte en un importante entronque de carácter comercial. Es por esta época que son fundadas las ciudades de Metz (Divodurum), Verdún (Verodunum) y Toul (Tullum), al principio como puertas fortificadas de entrada y salida del Imperio y luego como centros de asentamiento y encuentro de los pueblos del este con las provincias romanas. Durante esta época se construyen importantes edificios, anfiteatros y el trazado actual de las rutas y carreteras en la Lorena que corresponde a las creadas por los romanos. Aunque la región disfruta de un periodo relativamente largo de paz, también conoce muchas invasiones como la de los hunos llevada a cabo en el 451 y que arrasan a la ciudad de Metz.

### Invasores germanos
Más tarde, las invasiones bárbaras comienzan a penetrar en los territorios del Imperio a lo largo del siglo V, y los pobladores de la región empiezan a sufrir periodos turbulentos, durante los que las invasiones germanas se suceden más y más a menudo, hasta que los francos conquistan la Galia guiados por su rey Clodoveo (Clovis). A la muerte de Clodoveo en 511, su hijo Teodorico funda el reino de Austrasia, en lo que antes era la provincia de la Galia Bélgica; su primera capital se establece en Reims y más tarde se traslada a Mettis (Metz), que ya había dejado de llamarse Divodurum. Se estima la población de Metz de aquella época en 7000 habitantes. Todo el antiguo territorio de la Galia romana después de la muerte de Clodoveo queda así dividido en cuatro grandes reinos: Austrasia, Neustria, Borgoña y Aquitania.
El reino de Austrasia comprendía los actuales territorios de la Lorena, Renania, Alsacia, Champaña, Bélgica y una parte de los actuales Países Bajos. Fue la época de los reyes merovingios, y conocerá una existencia de 240 años desde el 511 hasta el año 751, fecha en que se crea la dinastía carolingia por Pipino el Breve (741–751), quien reunifica el reino franco bajo un solo cetro.

### Carlomagno y sucesores

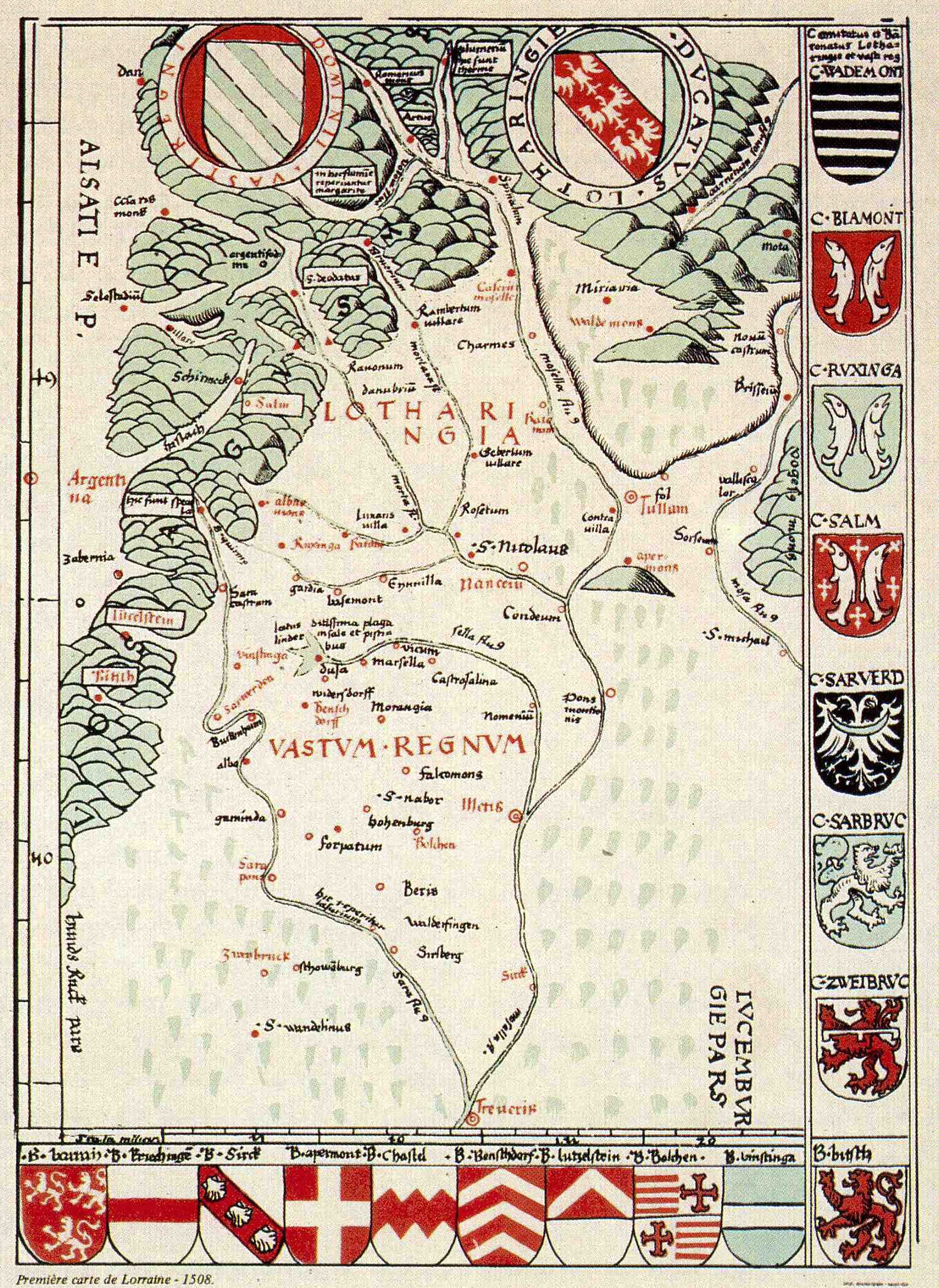
Primer mapa conocido de Lorena.

Bajo el reinado de Carlomagno (742–814), nieto de Carlos Martel (714–741) e hijo de Pipino el Breve, el reino franco reunificado pasa a ser uno de los más poderosos de Europa, con capital en Aquisgrán. A la muerte de Carlomagno, el reino es heredado por su hijo Luis I el Piadoso, que mantiene el enorme imperio heredado de su padre no sin dificultad. Su hijo Lotario I (795–855) es designado sucesor, pero es obligado por sus hermanos a compartir el reino, por el Tratado de Verdún en 843. Correspondiéndole a Lotario I los territorios que iban desde el mar del Norte hasta los ríos Mosa y Mosela, este reino es bautizado por el nombre de su rey, Lothar o Lotario, como la Lotaringia (Lotharii Regnum o Reino de Lotario), en francés el nombre se transformó en Lorraine y su nombre en alemán jamás ha cambiado desde la época (Lothringen), su nombre afrancesado es Lorraine y de este el español "Lorena". Pero el reinado de Lotario I dura poco y una nueva división se impone a través del Tratado de Prüm en el 855, esta vez correspondiéndole a Lotario II (825–869) la confirmación como rey de la Lotaringia. Sin embargo, a la muerte de este, el reino es disputado entre Carlos el Calvo (823–877), rey de la Francia Occidental, y Luis el Germánico (806–876), rey de la Francia Oriental o Germania. Ambos hijos de Luis el Piadoso y nietos de Carlomagno.
Durante un tiempo la Lotaringia fue una causa de conflicto entre la Francia Occidental y la Francia Oriental, o sea entre lo que más tarde serían Francia y Alemania, y este conflicto por la posesión de la Lotaringia, actual Lorena, durará hasta bien entrado el siglo XX.
En 911 la Lotaringia pasa a manos del reino de Francia Occidentalis, bajo el dominio de Carlos el Simple (879–929), hasta que en 925 es traspasado a Enrique I el Pajarero, rey de Francia Orientalis, convirtiéndose la Lorena en un ducado del Sacro Imperio Romano Germánico.
En 959 la Lorena es dividida en dos regiones: el ducado de Alta Lorena, que se convertirá en la Lorena actual, y el ducado de Baja Lorena, que comprendía las ciudades de Aquisgrán (Renania, en la actual Alemania) y Lieja (en la actual Bélgica).
En 1048 Enrique III el Negro, emperador germánico, cede el ducado de Lorena a Gerardo de Alsacia, que fija su nueva capital en Nancy, comenzando de esta forma la primera dinastía de los duques hereditarios de la Lorena, antiguo reino lotaringio.
Por esta época las fronteras del ducado cambian continuamente, Metz se separa del ducado para convertirse en una ciudad semiindependiente dirigida por el arzobispo de la ciudad. Y el ducado es constantemente asediado por los señores feudales que lo entornan, como el Ducado de Borgoña, el Reino de Francia y otros dominios del Sacro Imperio.
La casa de Lorena-Alsacia reinará desde 1048 hasta 1431, fecha de la muerte de Carlos II. Su hija Isabel de Lorena se casa en 1420 con Renato I el Bueno (1409–1480), conde de Anjou, quien deviene duque consorte.
Su nieto Renato II (1451–1508) se afirma como duque de Lorena y se establece definitivamente en Nancy, creando una nueva dinastía de duques de Lorena, la casa de Lorena-Vaudémont.

### Batalla de Nancy
En 1467 Carlos el Temerario, duque de Borgoña, sucede a su padre Felipe III el Bueno. El proyecto de su vida sería reunir sus Estados dispersos y conseguir una investidura real, haciendo resurgir el antiguo reino lotaringio.
Aprovechando ciertos conflictos y la juventud del duque Renato II, Carlos finalmente asalta y toma Nancy, la capital del ducado, el 24 de noviembre de 1475, autoproclamándose duque de Lorena, pero el 11 de enero de 1476 se ve obligado a partir hacia Suiza a combatir a los confederados suizos aliados de Renato II, que temen las ambiciones expansionistas del Temerario. Por su parte, Renato II busca aliados entre todos los enemigos de Carlos, no solo los confederados suizos, sino también los alsacianos, y comienza a ganar algunas batallas al duque de Borgoña, que se ve obligado a replegarse. Las derrotas borgoñonas corren a viva voz entre los habitantes de Lorena que se rebelan contra el invasor y toman Vaudemont y poco después expulsan a las tropas de Carlos de las localidades de Arches, Bruyères, Saint Dié, Remiremont y Bayon. Alentado por estas victorias, Renato II pone por fin sitio a Nancy el 22 de agosto de 1476 a la cabeza de un ejército compuesto por más de cinco mil hombres.
Nancy estaba defendida por una guarnición borgoñona de poco más de dos mil hombres, la mayoría de ellos ingleses y dirigidos por Jean Rubempré. La ciudad abre sus puertas el 7 de octubre, y la guarnición borgoñona tiene que partir y se reúne con Carlos el Temerario, que intenta reorganizar sus fuerzas para recuperar la ciudad.
El 22 de octubre Carlos el Temerario pone sitio a la capital del ducado, defendida por más de diez mil soldados; su ejército se instala en las alturas de la actual Plaza Thiers de Nancy, y es en las murallas de la ciudad donde se libra el grueso de la batalla. Carlos el Temerario resulta muerto y su cuerpo es encontrado según las indicaciones de uno de sus pajes, Baptista Colonna, que lo había visto caer en uno de los estanques pantanosos que rodeaban la ciudad. Una vez identificado, fue levantada una cruz para indicar el lugar donde cayó el Temerario. Este lugar lo ocupa hoy día la Plaza Cruz de la Borgoña en Nancy. A pesar de haber quedado medio desfigurado y roído por los lobos, el cuerpo será inhumado en la colegiata de Landres-et-Saint-Georges de dicha ciudad.
Renato II, victorioso, recupera su ducado, del que ratifica su independencia y su soberanía frente a los poderosos reinos de Francia y el Imperio Alemán. Sin embargo, al mismo tiempo las relaciones con el reino de Francia van a devenir cada vez más tirantes y dependientes.

### SiglosXVIyXVII
En 1552 Enrique II, rey de Francia, se apodera de los arzobispados de Metz, Toul y Verdún, por lo que Lorena y Bar sufren diferentes invasiones francesas a lo largo de los siglos XVII y XVIII. En 1633 Luis XIII asalta y toma Nancy. Mercenarios suecos aliados del rey de Francia masacran, roban y destruyen todo lo que ven a su paso, hasta que en 1659 el Tratado de los Pirineos devuelve la Lorena a su entonces duque Carlos IV de Lorena.
En 1670 se produce una tercera invasión francesa, el mismo Luis XIV visita Lorena y constata por sí mismo el resultado de años de guerra. Toma medidas para reincentivar el desarrollo de la región, seguramente para ganarse la confianza de la nobleza lorenesa, hasta que por el Tratado de Ryswick (1697) entre Francia y el Imperio Germánico la Lorena es devuelta a su duque Leopoldo José. Los loreneses, que a pesar de duros años de ocupación francesa no habían mermado su patriotismo, reciben a su duque con entusiasmo. Leopoldo centra todos sus esfuerzos por repoblar la Lorena, mermada por duros años de ocupación francesa y por la peste.

### SigloXVIII
El reinado de Leopoldo tuvo los resultados esperados: una estadística de 1711 muestra cómo la población había doblado desde su regreso y durante su reinado la región conoce una suerte de renacimiento tal que el mismo Voltaire, de visita en la Lorena, no pudo menos que remarcar el buen gobierno y la abundancia del ducado independiente de Lorena.
Francisco III, su sucesor en 1729, continúa con su política y bajo su gobierno Lorena llega a ser uno de los reinos más florecientes de Europa. Sin embargo, esta prosperidad no hizo más que aumentar las ambiciones francesas: como no lo pudo obtener por la fuerza, intentará conseguirlo por medios políticos.
Francisco III debe casarse con la archiduquesa María Teresa de Austria. El rey de Francia no podía tolerar la influencia del imperio austriaco tan cerca de su territorio, así que Francia y Austria concluyen un tratado por el cual Francisco III debe renunciar a Lorena a cambio del ducado de Toscana, hasta ese momento en posesión de Francia, que además se compromete a aceptar una sanción a fin de no imponer su presencia en Lorena, pues el sentimiento antifrancés era aún demasiado fuerte en Lorena. Así pues, el rey de Francia debe aceptar poner un duque temporal a fin de que el traspaso no hiriera sensibilidades ni levantara revueltas.
Por este motivo, Luis XV nombra duque de Lorena a su suegro, el antiguo rey de Polonia desterrado Estanislao Leszczynski, para llevar a cabo un afrancesamiento y una transición pacífica. De hecho, el reinado de Estanislao pasa por ser más bien un cargo nominal, apropiándose Francia desde un principio de los derechos reales de gobierno de Lorena. Luis XV nombra un canciller, que es quien realmente gobierna en nombre del rey y quien incluso no pierde tiempo en incorporar las milicias de Lorena al ejército francés. Estanislao no tiene poder para resistir las presiones de su yerno.
Los regimientos del ejército francés se instalan pronto en el ducado, donde hay que alimentarlos y cobijarlos. A ello se agregan las requisiciones, los nuevos impuestos, la población comienza pronto a lamentar la partida de sus antiguos duques y la pérdida de su independencia.
A la muerte de Estanislao, en 1766, Lorena se convierte oficialmente en provincia francesa, y es dividida en cuatro departamentos, que se conservan casi intactos hasta hoy: Mosa, Vosgos, Mosela y Meurthe.

### Guerra Franco-Prusiana
En 1871, después de la Guerra Franco-Prusiana, una parte de los territorios de Lorena, junto con Alsacia, son anexionados al Imperio Alemán, por los acuerdos del Tratado de Fráncfort de ese mismo año, con el nombre de Reichsland de Alsacia-Lorena (Elsaß-Lothringen), con capital en Estrasburgo. A Francia le queda una pequeña parte de Lorena, que comprendía las ciudades de Nancy, Briey y Longwy, creándose el actual departamento de Meurthe y Mosela (Meurthe-Moselle).
Dentro de los territorios anexionados por Alemania, la población tuvo derecho a elegir la vuelta al territorio francés; se estima que los habitantes que se desplazaron hacia la parte francesa fueron alrededor de unos 50 000, de los cuales 11 200 corresponden solo a Lorena, quienes se instalaron esencialmente en Nancy. Esta llegada en masa a la antigua capital del ducado, fundamentalmente compuesta por una población holgada económicamente, artesanos, intelectuales, industriales, etc., fue un elemento de dinamismo para la ciudad, que va a conocer entonces un fuerte desarrollo tanto económico como cultural. En esta época surgen y se desarrollan movimientos artísticos tales como el Art Nouveau de la Escuela de Nancy. Al mismo tiempo, los alemanes desarrollan en sus territorios un fuerte movimiento de germanización que aún se puede apreciar en muchos elementos arquitectónicos, como la estación de Metz o el edificio de correos de Metz, ejemplos flagrantes de una arquitectura que reivindicaba su pertenencia al Reich.

### SigloXX
Acabada la Primera Guerra Mundial y por el Tratado de Versalles (1919), Francia recupera en 1919 nuevamente la Lorena, y entre las dos guerras la Línea Maginot construida en la frontera lorenesa con Alemania tratará de disuadir una nueva invasión germánica. Sin embargo, de poco sirvió, ya que en la Segunda Guerra Mundial Lorena y Alsacia fueron nuevamente ocupadas y anexadas al III Reich de la Alemania nazi, hasta 1944, en que fue nuevamente recuperada por Francia tras la ocupación por parte de los aliados.

## Administración
El Conseil Régional de Lorraine (gobierno regional) es miembro de la cooperación interregional transfronteriza «Saar-Lor-Lux», junto con Luxemburgo, los Estados federados alemanes de Sarre y Renania-Palatinado y Valonia, en Bélgica.
La sede del Conseil Régional se encuentra en Metz. La región está marcada por una fuerte rivalidad entre Metz y Nancy.

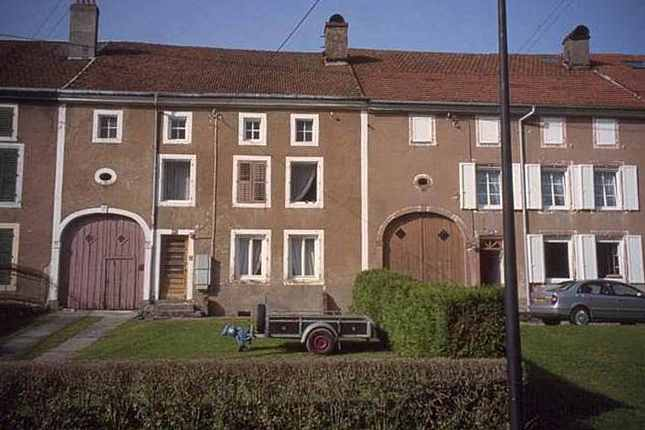
Casas de Lorena.

## Economía
Con 44 000 millones de euros, la región de Lorena genera el 3,4% del PIB francés, lo que la sitúa en el 8.º lugar entre las 22 regiones francesas. Los servicios y la logística son los sectores que tienen una mayor la progresión. Paralelamente, la situación de las industrias tradicionales (industria textil, explotación minera y metalurgia) se degrada, originando como consecuencia dos dificultades importantes en la región: una tasa de desempleo elevada (aunque inferior a la media nacional) y una gran cantidad de lugares contaminados y a menudo abandonados.

## Cultura

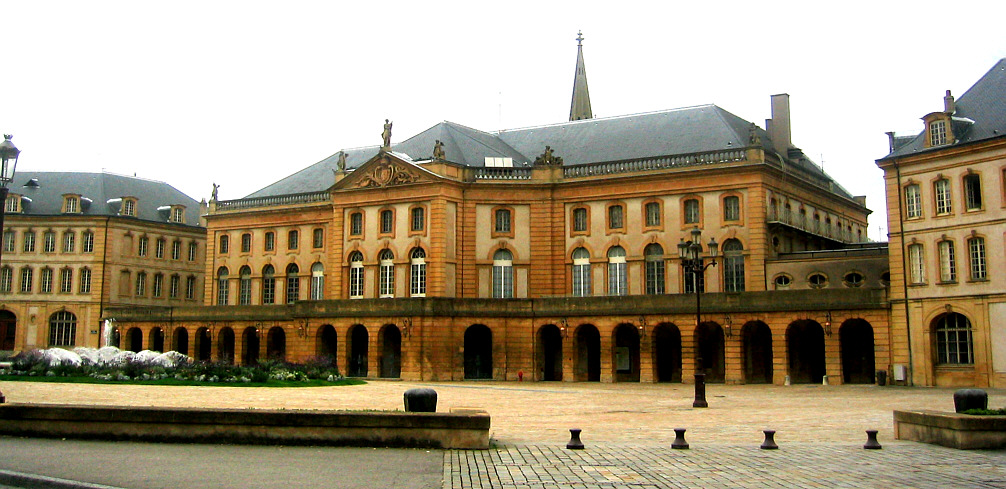
Teatro de Metz.

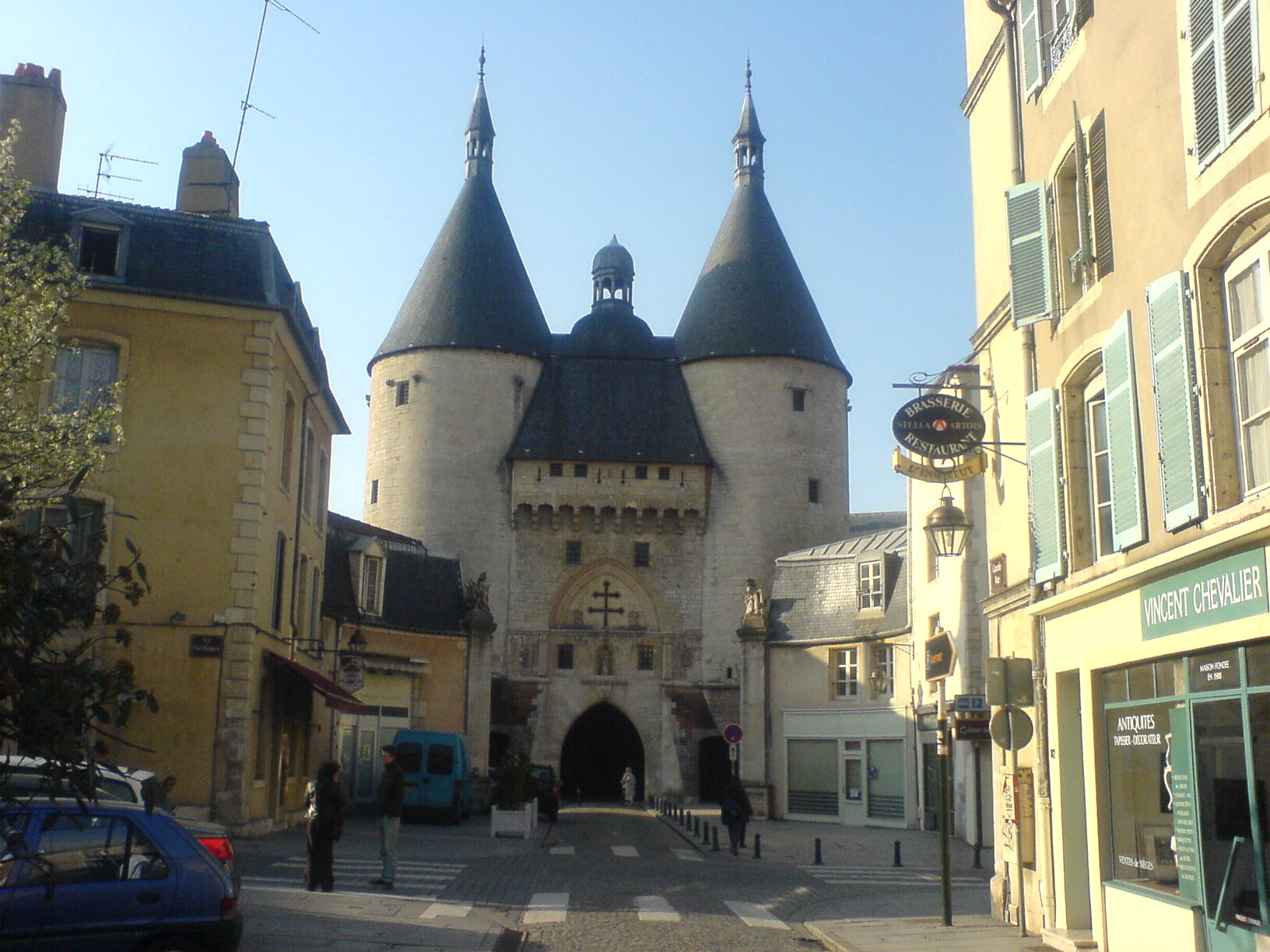
Puerta de la Craffe en Nancy.

Por su posición geográfica, Lorena fue un lugar de intercambios culturales privilegiado entre Francia y las culturas germánicas. Así, numerosas innovaciones han hecho su entrada en Lorena antes de extenderse por el resto de Francia (música, gastronomía, etc.). El esplendor cultural lorenés empezó en el Renacimiento, antes de ser la cuna de movimientos culturales originales, entre los cuales el más famoso seguramente es el Art Nouveau, llevado a Francia por la Escuela de Nancy.
Así como la Cruz de Lorena, anteriormente Cruz de Anjou.

## Gastronomía
Entre sus especialidades gastronómicas cabe destacar las mirabelles, un tipo de ciruelas endémicas de la región con las que se elaboran varios tipos de postres y licores. Además de la Quiche Lorraine (una tarta salada conocida en toda Francia), el Pâté Lorrain y el Potée Lorraine.

## Deportes
Lorena cuenta con dos equipos profesionales de fútbol, el Nancy y el Metz, y uno de baloncesto, el SLUC Nancy Basket. Nancy y Metz se alternaron como sede del Abierto de Lorena de tenis en la década de 1980. Desde 2003 se disputa el Torneo de Metz como parte del ATP World Tour 250. La carrera de ciclismo de ruta Circuito de Lorena se disputa desde 1956, y forma parte del UCI Europe Tour.

## Loreneses célebres
- Bruno d'Eguisheim-Dagsbourg, el papa León IX (1002–1054), santo
- Juana de Arco (1412–1431), heroína, militar y santa
- Antoine de Ville, primer alpinista conocido (cerca de 1492).
- Jacques Callot (1592–1635), artista
- Georges de La Tour (1593–1652), pintor
- Claude Lorrain (Chamagne, Lorena, 1600 – Roma, 1682), pintor
- Charles Messier (1730–1817), astrónomo
- Jean-Victor Poncelet (1788–1867), matemático
- Maurice Barrès (1862–1923), escritor y político
- Jules Ferry (1832–1893), político
- Émile Jules Gallé (1846–1904), artista art nouveau
- Charles Hermite (1822–1901), matemático
- Edmond Laguerre (1834–1886), matemático
- Paul Verlaine (1844–1896), poeta
- Henri Poincaré (1854–1912), matemático
- Henri Bellieni (1857-1938), fabricante de instrumentos ópticos y cámaras fotográficas
- Raymond Poincaré (1860–1934), político
- Émile Durkheim (1858-1917), sociólogo.
- Lucien Febvre (1878–1956), historiador.
- Fernand Braudel (1902–1985), historiador.
- Hubert Curien (1924–2005), físico, político
- Jack Lang (1939), político
- Michel Platini (1955), futbolista
- Patricia Kaas (1966), cantante